# 광란의 20년대
광란의 20년대(狂亂의 20年代, Roaring Twenties)는 미국의 1920년대를 표현하는 용어이다. 제조업의 성장과 소비자 수요 증가로 예술, 문화 산업도 발전한 시대로 1차 세계 대전 후 재즈 음악이 번성하여 재즈 시대라 불리기도 한다. 아르데코가 정점을 맞았던 시기이다. 하지만, 1929년 검은 목요일을 기점으로 거품이 사그라들며 이 시대도 종말을 고하고 대공황의 시대에 접어들게 된다.

## 같이 보기
- 전간기